# Jelisaweta Walerjewna Demirowa
Jelisaweta Walerjewna Demirowa (russisch Елизавета Валерьевна Демирова, engl. Transkription Yelizaveta Demirova, geb. Савлинис – Sawlinis – Savlinis; * 14. August 1987) ist eine ehemalige russische Sprinterin.

## Werdegang
Bei den Weltmeisterschaften 2011 in Daegu erreichte sie über 200 Meter das Halbfinale und wurde in der 4-mal-100-Meter-Staffel Fünfte.
2012 schied sie bei den Olympischen Spielen in London über 200 Meter und in der 4-mal-100-Meter-Staffel im Vorlauf aus.
Bei den Weltmeisterschaften 2013 in Moskau kam sie über 200 Meter nicht über die erste Runde hinaus und kam in der 4-mal-100-Meter-Staffel erneut auf den fünften Platz.
Mit der russischen 4-mal-100-Meter-Stafette gewann sie bei den Europameisterschaften 2014 in Zürich Bronze und erreichte bei den Weltmeisterschaften 2015 in Peking im Finale nicht das Ziel. Seit 2015 tritt sie nicht mehr international in Erscheinung.

## Persönliche Bestzeiten
- 60 m (Halle): 7,34 s, 16. Februar 2011, Moskau
- 100 m: 11,22 s, 6. Juni 2015, Jerino
- 200 m: 22,62 s, 10. Juli 2011, Moskau
  - Halle: 23,32 s, 26. Januar 2013, Moskau